# Fontinalis bogotensis
Fontinalis bogotensis là một loài Rêu trong họ Fontinalaceae. Loài này được Hampe mô tả khoa học đầu tiên năm 1865.